# Glovo
Glovo је шпански старт-ап за брзу трговину из Барселоне. Курирска је служба која на захтев корисника купује, преузима и испоручује производе наручене преко своје мобилне апликације. Нуди више услуга од којих је достава хране најпопуларнија.

## Локације
Од јануара 2019. Glovo послује у више од 23 државе.